# Берлинер, Труде
Тру́де Берли́нер (нем. Trude Berliner, урожд. Гертруд Берлинер (Gertrud Berliner); 28 февраля 1903, Берлин — 26 февраля 1977, Пасифик-Бич) — немецкая актриса еврейского происхождения, а также танцовщица и певица.

## Биография
Труде Берлинер обучалась балету и хореографии и вышла на сцену в 8 лет. Её первой ролью стала Хайнерле в оперетте Лео Фалля «Весёлый крестьянин». В 13 лет Труда впервые снялась в кино.
После Первой мировой войны работала в варьете в берлинской «Скале», была занята в спектаклях Театра на Шиффбауэрдамм, в театре комедии и оперетты и на радио. С середины 1920-х годов стала больше сниматься в кино. Ей доставались роли дерзких девушек-берлинок. Более крупные роли с музыкальными номерами последовали после 1931 года.
Из-за еврейского происхождения карьера Труде Берлинер оборвалась в 1933 году с приходом к власти национал-социалистов. В 1933 году Берлинер эмигрировала через Прагу, Вену и Париж в Нидерланды.
Там она встретила Рудольфа Нельсона и играла в его театре. После оккупации Нидерландов через Лиссабон бежала в США. В Нью-Йорке она работала в кабаре и снялась в нескольких небольших ролях в кино. Вышла замуж за голландского художника Макса Шоопа и проживала с ним на ферме и занималась керамикой. В начале июня 1955 года вернулась в Берлин и снялась в нескольких кинолентах (в частности в нем. Vor Gott und den Menschen Эрика Энгеля), а затем окончательно вернулась в США.

## Фильмография
- 1916: Adamants letztes Rennen
- 1924: Der geheime Agent
- 1925: Krieg im Frieden
- 1925: Die Feuertänzerin
- 1928: Der moderne Casanova
- 1929: Ehe in Not
- 1929: Die Zirkusprinzessin
- 1929: Dich hab’ ich geliebt
- 1929: Tempo! Tempo!
- 1930: Masken
- 1930: Die singende Stadt
- 1930: Ein Mädel von der Reeperbahn
- 1930: Der Tiger
- 1930: Ein Walzer im Schlafcoupé
- 1930: Pension Schöller
- 1930: Das Rheinlandmädel
- 1930: Sturm auf drei Herzen
- 1931: Drei Tage Liebe
- 1931: Mein Herz sehnt sich nach Liebe
- 1931: Schachmatt
- 1931: Weekend im Paradies
- 1931: Der Hochtourist
- 1931: Ich heirate meinen Mann
- 1931: Der Stumme von Portici
- 1931: Schatten der Manege
- 1931: Jede Frau hat etwas
- 1932: Durchlaucht amüsiert sich
- 1932: Die unsichtbare Front
- 1932: Zwei vom Südexpress
- 1932: Fräulein — Falsch verbunden
- 1932: Moderne Mitgift
- 1932: Das Schiff ohne Hafen
- 1932: Der Stolz der 3. Kompanie
- 1933: Großstadtnacht
- 1933: Kaiserwalzer
- 1933: Tausend für eine Nacht
- 1933: Es war einmal ein Musikus
- 1942: Касабланка — Casablanca
- 1942: Reunion in France
- 1943: The Strange Death of Adolf Hitler
- 1945: The Dolly Sisters
- 1955: Vor Gott und den Menschen